# Yolanda Sentíes Echeverría
Yolanda Sentíes Echeverría (Toluca de Lerdo, Estado de México, 17 de enero de 1940) también referida como Yolanda Sentíes de Ballesteros, es una política mexicana, miembro del Partido Revolucionario Institucional (PRI). Ha ocupado los cargos de presidente municipal de Toluca, diputada federal y senadora por su estado.

## Biografía
Nació en la ciudad de Toluca de Lerdo, hija de Octavio Sentíes Gómez, jefe del departamento del Distrito Federal de 1971 a 1976, y de María del Carmen Echeverría Mondragón, prima hermana de Luis Echeverría Álvarez, presidente de México de 1970 a 1976. Casada con Carlos Ballesteros Vendrel.
Es Química farmacéutica bióloga y licenciada en Derecho, ambas por la Universidad Nacional Autónoma de México, cuenta además con una maestría en Administración Pública por la Universidad Autónoma Benito Juárez de Oaxaca; en esta última institución fue profesora fundadora y secretaria técnica de la facultad de Ciencias Químicas.
En 1974 fue elegida diputada a la XLV Legislatura del Congreso del Estado de México por el distrito 1 local, pero se separó de dicho cargo antes de concluirlo para ser candidata a presidente municipal de Toluca en las elecciones de 1975, siendo elegida, ejerció el cargo de 1975 a 1978. Fue la primera mujer en ser electa presidente municipal de Toluca.
De 1979 a 1982 fue diputada federal por el Distrito 16 del estado de México a la LI Legislatura; fungiendo en ella como integrante de la Gran Comisión en representación de su estado. Senadora en primera fórmula por el estado de México a las Legislaturas LII y LIII de 1982 a 1988; fue presidenta de la comisión de Salubridad 
y Asistencia; secretaria de la segunda comisión de Comercio Interior; e integrante de las comisiones primera de Educación Pública, primera sección 
de Instrucciones del Gran Jurado y tercera sección Social de la de Estudios Legislativos.
En 1999 participó en la elección interna del PRI para elegir candidato a gobernador del estado de México, junto con Arturo Montiel Rojas, Humberto Lira Mora, Héctor Ximénez González y Heberto Barrera Velázquez; resultó triunfador Montiel, pero Lira Mora y Ximénez denunciaron irregularidades en la elección. Finalmente, ella reconoció el triunfo de Montiel, y éste, al asumir la gubernatura el 15 de septiembre de 1999, la nombró secretaria de Ecología de su gobierno.
También ocupó los cargos de directora general de Atención Materna Infantil y coordinadora de Lactancia Materna y Bancos de Leche en el gobierno del estado de México.